# The Peacemakers
The Peacemakers (en Français: les pacificateurs) est une peinture de George Peter Alexander Healy de 1868. Elle représente la réunion stratégique du haut-commandement de l’Union du 28 mars 1865, durant les derniers jours de la Guerre de Sécession.
Elle dépeint William Tecumseh Sherman, Ulysses S. Grant, Abraham Lincoln et David Dixon Porter à bord du River Queen.